# 龍崎飛鳥
龍崎 飛鳥（りゅうざき あすか）は、緊縛師。1990年代から活動を開始し、SMショーを開催するなど、SMの普及に大きな功績があった。京都府出身。

## 来歴
- 1995年、京都SMクラブ ローゼンクロイツ、薔薇十字館初代ママを離脱。
- 1996年、京都祇園 BAR-BARA the Bizarre オープン。
- 1996年、SMビデオレーベル Velvet を立ち上げる。
- 1996年、ヨーロッパ最大級のエロスの祭典、エロティカに一週間ゲストショー出演。その後、デュッセルドルフのSMクラブ『モダンクリエイション』でゲスト緊縛師として、一週間滞在。
- 1996年10月、二度目のドイツ公演。デュッセルドルフのレインボーホールにて。
- 1997年、名古屋 BAR-BARA due オープン（2003年に閉店）。
- 1998年、名古屋 velvet オープン（2002年に閉店）。
- 1999年、スナイパーイブにて、妊婦ヌード発表。
- 2000年、女児出産。一児の母となる。
- 2001年、アスペクト社より「炎人〜バーニングマン」の写真集にモデル兼緊縛師として出ている。アラーキーの写真集、京都慕情にも参加。
- 2002年、京都にて、SMクラブ 傀儡堂オープン。
- 2012年、札幌にて、BAR-BARA due.（2014年に閉店）。傀儡堂弐をオープン（プロデュース）
- 2018年9月～10月、京都市立芸術大学ギャラリー@KCUAにて、ベルリン在住の作家、クリスチャン・ヤンコフスキー氏による日本初の個展「Floating World」に緊縛師として協力。
- 2019年2月10日、京都祇園 BAR-BARA the Bizarre の23周年記念パーティをLIVE HOUSE AmericanGraffitiesにて300名を超えるゲストを迎え開催。
- 2020年3月30日、山海塾の石井健則仁、コンテンポラリーダンサー木村英一、エレクトロニクスアコーディオン奏者ryotaroを中心に舞踏+音楽+ダンス+緊縛によるイベント「認識のできない自由さ」を不定期に年1で京都のUrBANGUILDにて開催する。表現者としての活動名はきしみa.k.a龍崎飛鳥と表記。理由は緊縛ではなくあくまで縄の多様性を舞台芸術として使用しているためダンサーなどを縛る際に緊縛ではなく記号や条件として縄を用いているため通常、龍崎飛鳥として縄を指導する際に禁忌としている緊縛を敢えて使ったりしている為である。
- 2022年2月11日、コロナ禍において「バルバラ25周年特別記念公演宮部企画共同制作」と銘打ち京都府立文化芸術会館にてSMをテーマにBARBARAの生い立ちを舞台作品として1日限りの1回公演を決行。文化庁より助成金が認可され名実ともにSMを文化として昇華させた。
- 2024年4月13日、大阪で活動する身体障害者劇団・態変の主宰者、金　滿里と生と女性(性)について「Basket」というタイトルで身体表現の可能性について舞台とアフタートークで語る。金本人も人生で初の緊縛体験となり刺激を与える。

## 活動
- 映像作品(ビデオ、DVDなど)は、九鬼、シネマジック、奇箪倶楽部、北川プロなど。
- 自身がプロデュースする映像作品のレーベル『Velvet』において「緊縛解体新書」など多数の作品の裏方から出演までマルチに活動している。
- テレビ出演も、関西を中心に、トゥナイト2、日テレなどのSM特番にも出演している。
- ショー出演は、基本的には、本人はショーマンではないという価値観のもと、オファーは断っている。
- 自分が好きな表現ができる場所とタイミングとイベントのテーマ性に惹かれた時にしか、ショー出演はしない。
- 日本では、Lettel、メタモルフォシス、ブラックベール、Tattooコンベンション、サディスティックサーカス、デパートメントと特徴のあるイベントと懇意にしている店舗周年でショーを披露する。